# Энгельталь
Энгельталь (нем. Engelthal) — община в Германии, в Республике Бавария.
Подчиняется административному округу Средняя Франкония. Входит в состав района Нюрнберг. Подчиняется управлению Хенфенфельд. Население составляет 1146 человек (на 31 декабря 2010 года). Занимает площадь 13,62 км². Региональный шифр — 09 5 74 120. Местные регистрационные номера транспортных средств (коды автомобильных номеров) (нем. Kraftfahrzeugkennzeichen) — LAU.
Община подразделяется на 6 сельских округов.

## Население
По оценке на 31 декабря 2015 года население общины составляет 1124 чел.
| Дата      | 1840 | 1871 | 1900 | 1925 | 1939 | 1950 | 1961 | 1970 | 1987 | 2011 |
| --------- | ---- | ---- | ---- | ---- | ---- | ---- | ---- | ---- | ---- | ---- |
| Население | 858  | 913  | 925  | 887  | 1066 | 1259 | 1063 | 1102 | 1031 | 1145 |

| Год       | 1960 | 1970 | 1980 | 1990 | 2000 | 2009 | 2010 | 2011 | 2012 | 2013 | 2014 | 2015 |
| --------- | ---- | ---- | ---- | ---- | ---- | ---- | ---- | ---- | ---- | ---- | ---- | ---- |
| Население | 984  | 1091 | 1220 | 1021 | 1139 | 1156 | 1146 | 1137 | 1126 | 1140 | 1115 | 1124 |